# Избори за председника Сирије 2021.
Председнички избори били су одржани у Сиријској Арапској Републици 26. маја 2021. године, а емигранти су могли да гласају у неким страним амбасадама 20. маја. Три кандидата су актуелни председник Башар ел Асад, Абдулах Салум Абдулах и Махмуд Ахмед Мереи.
Башар ел Асад је поново изабран за председника, освојивши 95,1% укупних гласова.